# Leek (Groninga)
Leek  è una località ed ex-municipalità dei Paesi Bassi di 19 365 abitanti situata nella provincia di Groninga.
Soppressa il 1º gennaio 2019, il suo territorio, assieme a quello delle ex-municipalità di Grootegast, Marum e Zuidhorn e parte di quella di Winsum, è andato a formare la nuova municipalità di Westerkwartier.